# Stade Carlo-Zecchini
Le stadio Carlo Zecchini, longtemps connu sous le nom de Stade olympique communal, est un stade de football et d'athlétisme de la ville de Grosseto, en Toscane.

## Histoire
Fondé en 1956, le stade olympique communal a été inauguré en 1960, à l'occasion des Jeux olympiques de Rome, d'où son ancien nom. S'y sont déroulés trois matches de football de ces Jeux : Bulgarie-Turquie, France-Inde et Grande-Bretagne-Taïwan. 
Mais le match inaugural a été un France-Italie le 5 juin 1960 (équipes olympiques) qui s'est soldé par un match nul. 
À l'origine, sa capacité était de 12 000 places (dont 10 000 assises) : sa capacité a été ensuite de 10 200 places, toutes assises, puis de 9 988 places.
Son nom vient du footballeur grossetain Carlo Zecchini. C'est un monument historique classé. Il a hébergé également les Championnats d'Europe junior d'athlétisme en 2001 et les Championnats du monde junior d'athlétisme en 2004.
Depuis la promotion du Grosseto en Serie B (2007), il a été adapté et amélioré.